# Xavier Duran

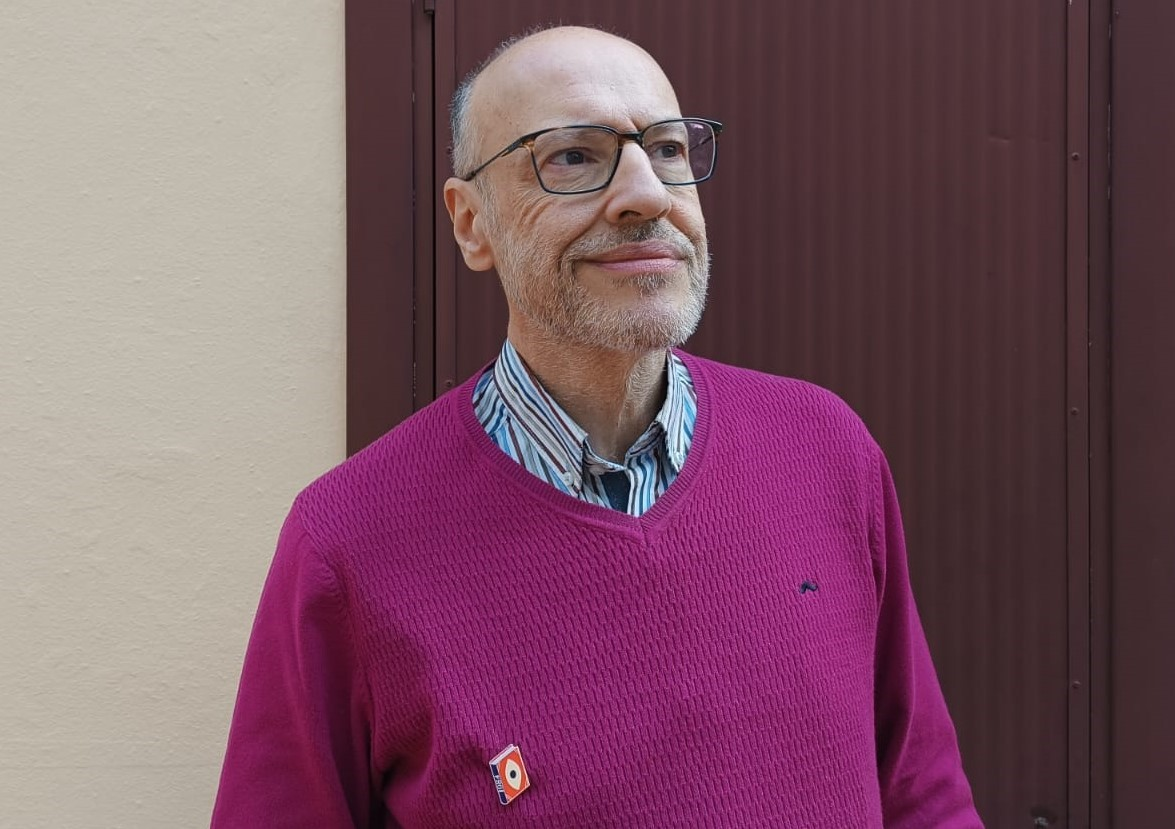
Xavier Duran

Xavier Duran i Escribà (Barcelona, 13 de enero de 1959) es un periodista, escritor, profesor y químico español.
Licenciado en Ciencias Químicas y doctor en Ciencias de la Comunicación por la Universidad Autónoma de Barcelona (UAB), ha sido profesor en la escuela Sant Jordi de La Roca del Vallés, pero desde 1989 se dedica exclusivamente al periodismo y al ensayo científico. Ha publicado en catalán varios libros de narrativa y divulgación científica. Desde 1999 es el editor del programa de TV3 en Cataluña, El Medi Ambient. Ha ganado los premios Joan Fuster de ensayo, Josep Vallverdú, Joaquim Xirau, el Premio Europeo de Divulgación Científica Estudio General que otorga la Universidad de Valencia y el de narrativa Marià Vayreda.

## Obras
Investigació i divulgació
- L'esperit de la ciència. Valencia: Eliseu Climent / 3i4, 1991 (Premio Joan Fuster de ensayo, 1990)[1]
- Les cruïlles de la utopia. Barcelona: Ed. 62, 1992 (Premio Josep Vallverdú de ensayo, 1991)[1]
- El nacionalisme a l'era tecnològica. Barcelona: Ed. 62, 1994 (Premio Joaquim Xirau de ensayo, 1993)[1]
- El cervell polièdric. Valencia: Bromera, 1996  (Premio Europeo de Divulgación Científica Estudio General, 1995)[1]
- 100 noves preguntes sobre la ciència (1996)
- Mosquits, microbis i dòlars: la lluita contra la malària i les vacunes del segle XXI (1997)
- Connexions ambientals; del repte ecològic al canvi social. Barcelona: Empúries, 2000[1]
- L'artista en el laboratori. Alcira: Bromera, 2007[1]
- Molècules en acció: del Big Bang als materials del futur (2010)
- Per què les lleones no els prefereixen rossos (i seixanta curiositats científiques més) (2011)
- 100 molècules amb què la química ha canviat (poc o molt) la història (2013)
- La ciència en la literatura: un viatge per la història de la ciència vista per escriptors de tots els temps (2015)
- Cervells, robots, humans: apunts d'un UPCnauta. Barcelona: Iniciativa Digital Politècnica. Oficina de Publicacions Acadèmiques Digitals de la UPC, 2024.  doi 10.5821/ebook-9788410008212 ISBN 9788410008212

Narrativa
- Històries asimètriques. Barcelona: Empúries, 1993 (Premio Ciudad de Olot-Marià Vayreda de narrativa, 1992)[1]
- Traficants d'idees. Barcelona: Empúries, 1994 (Narrativa juvenil).[1]